# Namu River
Namu River är ett vattendrag i Kanada.   Det ligger i provinsen British Columbia, i den sydvästra delen av landet, 3 800 km väster om huvudstaden Ottawa. Namu River ligger vid sjön Namu Lake.
I omgivningarna runt Namu River växer i huvudsak barrskog. Trakten runt Namu River är nära nog obefolkad, med mindre än två invånare per kvadratkilometer.